# Манукян, Арам Арутюнович
Ара́м Арутю́нович Манукя́н (арм. Արամ Հարությունի Մանուկյան, также известный как Ара́м-паша́, Сарки́с Ованеся́н и Серж Ованеся́н, арм. Սարգիս (Սերգեյ) Հարությունի Հովհաննիսյան; 19 марта 1879 — 29 января 1919) — армянский революционер, политический, военный и государственный деятель. Руководитель армянской самообороны Вана, Ванский губернатор, глава Эриванской администрации, член правительства Республики Армения.

## Биография
Арам Манукян, урождённый Саркис Ованесян, появился на свет в армянском селении Зейва Елизаветпольской губернии. Его отец Арутюн Ованесян был оружейником, мать — Сона Ованесян — домохозяйкой. Саркис был младшим из пятерых детей. Его школьное образование началось в городе Шуше. С 1895 года он посещал армянскую приходскую школу, где вступил в Дашнакцутюн. В 1897 году армянские приходские школы были переданы в ведение Министерства народного просвещения. С 1901 года Саркис участвовал в национал-революционной деятельности. Проживал в Эривани (ныне Ереван). В 1903 году был издан указ о национализации армянских церковных имуществ. Саркис, переселившийся к тому времени в Баку и взявший себе имя «Арам Манукян», принял активное участие в протестной кампании защиты прав и достояния Армянской апостольской церкви. Из Баку он выехал в Елизаветполь, затем в Тифлис, а оттуда — в Карс, где сформировал вооружённый отряд. В сентябре 1903 г. отряд Манукяна (150 бойцов) пересёк турецкую границу, чтобы доставить груз оружия армянским фидаям, оборонявшим город Сасун. Правда, самому Манукяну пришлось из-за болезни с пол-дороги вернуться в Карс.
Осенью 1904 года Манукян переселился в западно-армянский город Ван (тогда, как и теперь, этот город находился на территории Турции), где вскоре стал местным лидером партии Дашнакцутюн. Он наладил доставку в Ван оружия из России и Ирана. В течение одного лишь 1906 года ванские армяне получили больше вооружений, чем за предыдущие 15 лет. Манукян же сподобился организовать в регионе систему неофициальных армянских судов: отныне при разрешении внутри-армянских конфликтов не было нужды обращаться к коррумпированным турецким судьям.
В 1907 г. Манукян был послан делегатом от Вана на конгресс Дашнакцутюна в Вене. На конгрессе дебатировалось сделанное дашнакам предложение эмигрантов-младотурок о совместной борьбе против султана Абдул-Гамида II. Манукян отнёсся к младотуркам настороженно и призвал дашнакцаканов не доверять им. Время подтвердило его правоту…
Несколько месяцев Манукян провёл в Женеве (работал учителем), а после Младотурецкой революции 10 июля 1908 года, выехал в Турцию, где в меру своих сил старался предостерегать своих соплеменников от эйфории. Посетил Эрзерум, а затем — город Орду, где несколько лет преподавал в армянской школе. В скором времени, шовинистические и мегаломанские установки младотурок стали очевидными для всех (или почти для всех). Почти весь 1911 год Манукян провёл в Женеве.
В 1912 году Манукян вернулся в Ван, где снова возглавил отделение «Дашнакцутюна».
В 1915 году вошёл в состав «Военного органа армянской самообороны Вана», а вскоре лично возглавил оборону Вана от турецких войск. В армянской среде Арам Манукян получил прозвище Арам-паша. Под его руководством город продержался месяц до подхода русских контингентов. Против армянских горожан и укрывшихся в городе крестьян (всего армянское население Вана, вместе с беженцами увеличилось до 70 000 человек) были брошены 12 000 аскеров, с 12-ю пушками, и тысячи башибузуков. У оборонявшихся армян было всего 1500 полноценных бойцов, имевших лишь 505 винтовок и 750 маузеров. Однако, несмотря на такое неравенство сил армяне отразили все атаки турок и с 7 апреля по 6 мая держали стойкую оборону, нанеся врагу немалый урон. Только убитых аскеров насчитывалось более 1000 чел.
Арам Манукян направил связных через линию фронта, к русскому командованию. Они сообщили, что Ван осаждён и что около 100 армянских сел в окрестностях вырезаны. Ванцы обращались с отчаянной просьбой прийти на помощь. Генерал Юденич откликнулся сразу же. Он усилил корпус Огановского из своего резерва 2-й Забайкальской бригадой генерала Трухина и приказал без промедления нанести удар в направлении Вана. Первое, с чем пришлось здесь столкнуться русским бойцам, были жуткие картины армянской резни.

6 (19) мая 1915 г. в Ван вошли армянские добровольческие формирования и части Русской Кавказской Армии. В тот же день Манукян телеграфировал Государю: 
Телеграмма Арам-паши, городского головы столицы Турецкой Армении Вана, в адрес Императора и Самодержца Всероссийского Николая II. В день рождения Вашего Величества, совпадающий в днем вступления Ваших войск в столицу Армении, желая величия и победы России, мы, представители национальной Армении, просим принять и нас под Ваше покровительство. И пусть в роскошном и многообразном букете цветов Великой Российской Империи маленькой благоуханной фиалкой будет жить автономная Армения.
 Вслед затем Манукян возглавил Ванскую губернию, которая просуществовала 70 дней. В связи с отступлением русских войск, Манукян организовал переселение 200 тысяч армян Васпуракана в Восточную Армению.

В 1916 году Манукян перебрался в Тифлис (ныне — Тбилиси, Грузия). Вскоре после Октябрьского переворота в России, русские войска, большей частью, покинули Западную Армению, оголив Кавказский фронт. В декабре 1917 года епископ Хорен организовал в Эривани (Ереван) временный орган городской власти. Тогда недавно сформированный в Тифлисе Армянский национальный совет направил Манукяна своим уполномоченным представителем, чтобы возглавить Эриванскую администрацию. 
Это был хорошо просчитанный выбор. Герой Вана был многоопытным организатором,отлично знавшим сильные и слабые стороны своего народа.
 — пишет американский историк Дональд Миллер.
Манукян прибыл в Эривань в январе 1918 г. и сформировал полуофициальный комитет, водворивший в городе закон и порядок. Он железной рукой выдавил из Эривани несколько армянских банд, разграбивших арсенал Кавказского фронта и дерзнувших обложить граждан «чрезвычайным налогом». Между тем, нарушив заключенное в декабре 1917 г. с Закавказским комиссариатом Ерзнкайское перемирие, турецкие войска 10 февраля 1918 г. перешли в наступление. Вплоть до 14 апреля 1918 г. Манукян издавал в Эривани газету «Ашхатанк» (Աշխատանք, «Труд»). В марте 1918 г. на собрании представителей различных сословий Эривани Манукян был избран диктатором.
К концу апреля турки заняли Ерзнка, Эрзерум, Сарыкамыш и Карс, 15 мая — Александрополь, а 21 мая — станцию Сардарапат, одноименное село и село Гечрлу (ныне с. Мргашат). Теперь турецкие войска стояли всего в нескольких километрах от Эривани. Проявив незаурядные способности организатора, Манукян сумел сплотить население Эривани перед лицом начавшейся агрессии турок. Он вдохнул в сердца людей веру в победу. Во время Сардарапатского и Баш-Апаранского сражений Манукян обеспечивал тыл армянских войск.
С мая по июль 1918 года Манукян руководил новообразованной Республикой Армения до прибытия её правительства в Эривань из Тифлиса, затем стал её первым министром внутренних дел, впоследствии был министром труда и министром обороны.
29 января 1919 г. Арам Манукян умер от тифа.

## Память

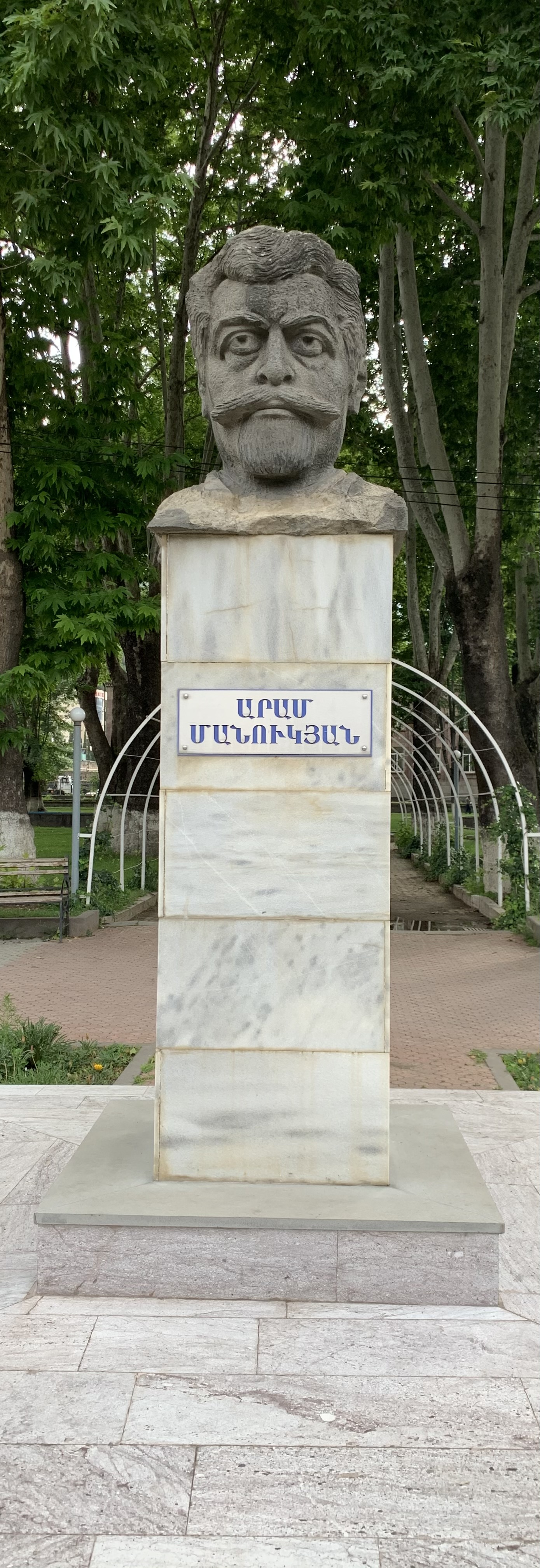
Монумент в Капане
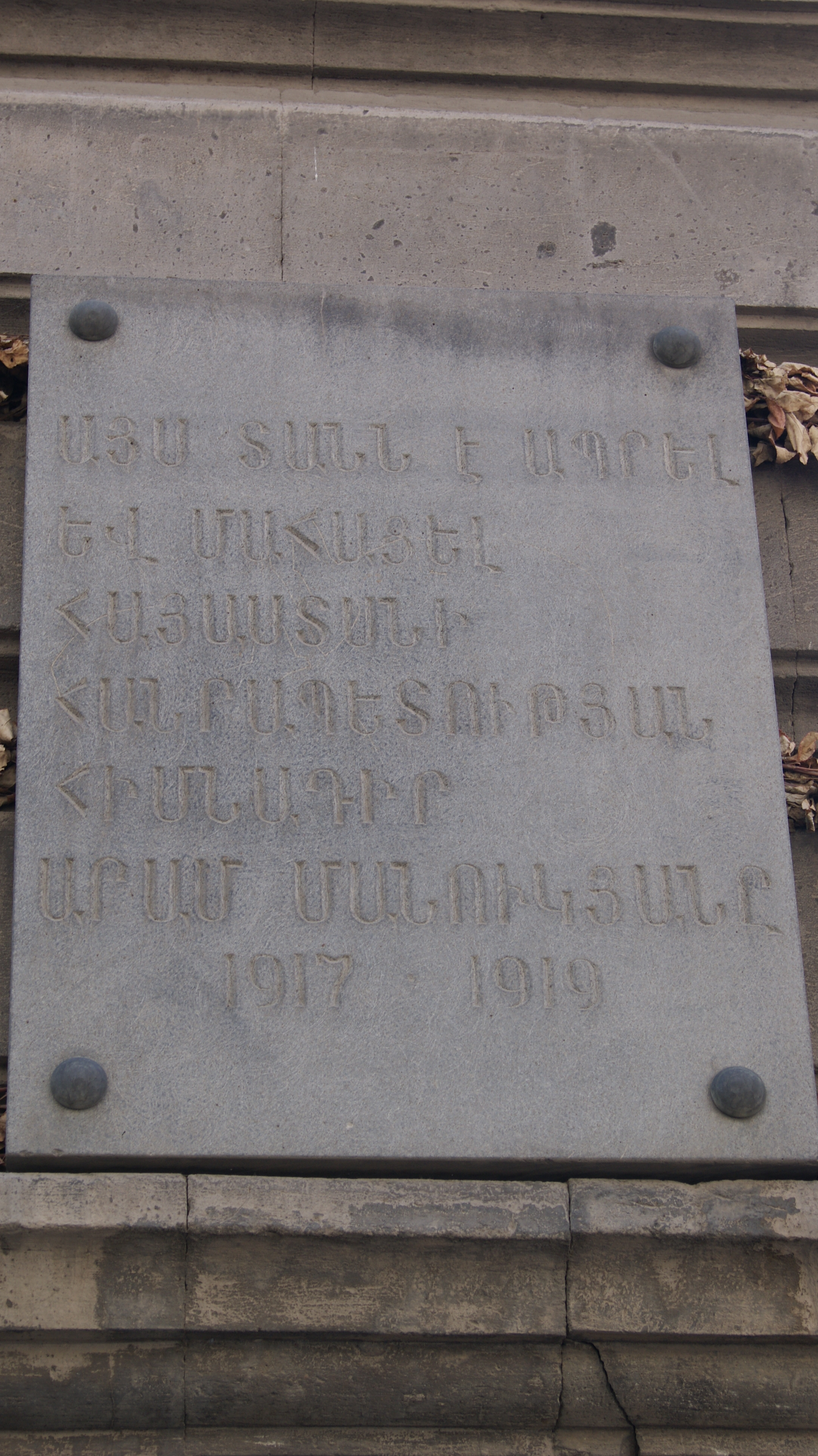
Мемориальная доска в Ереване, ул. Арама, 9

## Комментарии
1. ↑  Ныне — в Сюникской области Армении.